# والي بيل
والي بيل (بالإنجليزية: Wally Bell)‏ هو حكم كرة قاعدة ‏ أمريكي، ولد في 10 يناير 1965 في رافينا في الولايات المتحدة، وتوفي في 14 أكتوبر 2013 في يونغزتاون في الولايات المتحدة بسبب نوبة قلبية.